# Берестовка (Житомирская область)
Бересто́вка (укр. Берестівка) (до 1965 — Свинобичи) село на Украине, находится в Барановском районе Житомирской области.
Код КОАТУУ — 1820680401. Население по переписи 2001 года составляет 460 человек. Почтовый индекс — 260570. Телефонный код — 4144. Занимает площадь 21,645 км².

## Адрес местного совета
12734, Житомирская область, Барановский р-н, с.Берестовка